# Notodonta herculana
Notodonta herculana är en fjärilsart som beskrevs av Popescu-gorj och Josif Capuse 1963. Notodonta herculana ingår i släktet Notodonta och familjen tandspinnare. Inga underarter finns listade i Catalogue of Life.